# Louise Abeita
Louise Abeita Chewiwi (E-Yeh-Shure o Blue Corn;  9 de septiembre de 1926 - 21 de julio de 2014) fue una escritora, poeta y educadora indígena Puebloan que fue miembro inscrito de Isleta Pueblo. 

## Primeros años de vida
Louise Abeita nació y creció en Isleta Pueblo, Nuevo México, EE. UU.  Su padre, Diego Abeita,  participó activamente en el gobierno tribal. Su madre, Lottie Gunn Abeita, era de Laguna Pueblo. 

## I Am a Pueblo Indian Girl
A partir de los poemas de su hija, Diego reunió a artistas de las comunidades Navajo, Apache y Pueblo para imprimir un libro basado en ellos. Este grupo formó la Galería Nacional del Indio Americano (NGAI) y publicó el libro ilustrado de Abeita.  Ella tenía 13 años en ese momento.  I Am a Pueblo Indian Girl (1939) ha sido descrito como el "primer libro verdaderamente indio" por los historiadores Gretchen Bataille y Laurie Lisa. 
El libro describe la vida de Abeita a través de prosa y poesía. Los temas a lo largo del libro abordan las tradiciones de los pueblos, con ilustraciones de artistas de NGAI que complementan su escritura. Este libro se considera el primer esfuerzo de la comunidad Pueblo por documentar su propio arte y cultura para espectadores no nativos. 
Apareció en el cortometraje de 1940 Fashion Horizons, mostrando su libro a las estrellas de Hollywood. 